# National Organization for the Reform of Marijuana Laws
A National Organization for the Reform of Marijuana Laws, em português Organização Nacional para a Reforma das Leis sobre a Maconha (NORML) é uma organização de bem-estar social sediada em Washington DC, que defende a reforma das leis sobre a maconha nos Estados Unidos em relação ao uso medicinal e não medicinal. De acordo com seu site, a NORML apoia "a remoção de todas as penalidades para a posse privada e o uso responsável da maconha por adultos, incluindo o cultivo para uso pessoal e transferências casuais sem fins lucrativos de pequenas quantidades" e defende "a criação de uma estrutura legal e regulatória para a produção e venda no varejo de maconha para adultos". A NORML também tem uma organização irmã, a NORML Foundation, que se concentra em esforços educacionais e no fornecimento de assistência jurídica e apoio a pessoas afetadas negativamente pelas leis atuais sobre a maconha. A NORML mantém filiais em vários estados dos EUA e também fora dos EUA, em países como Canadá, França, Nova Zelândia e África do Sul.

## Histórico
A NORML foi fundada em 1970 por Keith Stroup. Ela começou originalmente com um financiamento de US$ 5.000 da Playboy Foundation. Desde então, a organização tem desempenhado um papel central no movimento de descriminalização da maconha. No início da década de 1970, as principais organizações de descriminalização eram a Legalize Marijuana, mais conhecida como LeMar, e a Amorphia, que se fundiram em 1971. No ano seguinte, a Amorphia liderou a campanha malsucedida da iniciativa de legalização da maconha na Califórnia, a Proposição 19. Em 1974, a Amorphia se fundiu com a NORML.
Em meados da década de 1970, o apoio financeiro do proprietário da Playboy, Hugh Hefner, por meio da Playboy Foundation, diferenciou a NORML de suas antecessoras, tornando-a o principal grupo de defesa da descriminalização. Em um determinado momento, Hefner estava doando US$ 100.000 por ano para a NORML.

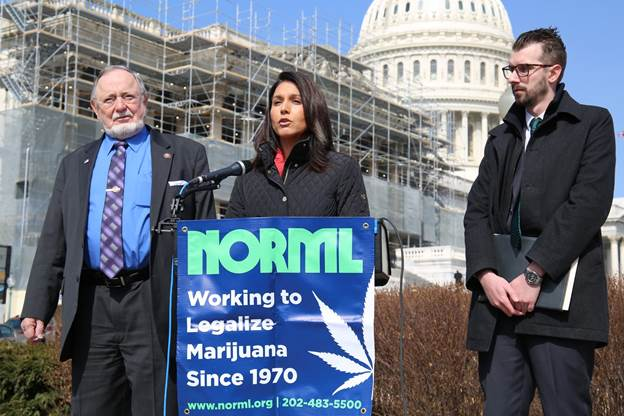
O diretor executivo da NORML, Erik Altieri, é acompanhado pelos representantes dos EUA Don Young e Tulsi Gabbard em uma coletiva de imprensa do lado de fora do Capitólio dos EUA (2019).

A organização tem uma grande rede de base com 135 capítulos e mais de 550 advogados. A NORML realiza conferências anuais e seminários credenciados pelo Continuing Legal Education [en] (CLE). Seu conselho de administração já incluiu figuras políticas como Philip Hart [en], Jacob K. Javits e Ross Mirkarimi [en].
Em 1989, Donald Fiedler [en] sucedeu Jon Gettman [en] como diretor executivo da NORML. Em agosto de 1992, Richard Cowan [en] tornou-se diretor executivo da NORML. Keith Stroup voltou a ser diretor executivo em 1995, depois que Cowan deixou o cargo. Em 2016, Erik Altieri [en] foi selecionado pela diretoria da NORML para se tornar o sétimo diretor executivo da organização. Em 2021, o escritor de viagens Rick Steves [en] tornou-se presidente do Conselho de Administração.

## Mídia e ativismo
Nas eleições de meio de mandato de 2006 nos Estados Unidos, a NORML promoveu várias iniciativas locais bem-sucedidas que declararam a repressão à maconha como a menor prioridade para a aplicação da lei local, liberando recursos policiais para combater crimes violentos e graves.
No início de 2009, foi redigida uma petição ao Presidente Barack Obama pedindo que ele nomeasse um "Czar das Drogas [en]" que tratasse o abuso de drogas como uma questão de saúde e não como uma questão criminal e que se afastasse do paradigma da "Guerra às Drogas". A meta da NORML para essa petição era de 100.000 assinaturas.
Também no início de 2009, quando a Kellogg Company rescindiu seu contrato com o nadador olímpico Michael Phelps depois que fotos de seu uso de um bong apareceram na mídia, os principais membros da NORML começaram a boicotar os produtos da Kellogg e a pedir a todos os membros e apoiadores da NORML que boicotassem a Kellogg, até que a empresa revertesse a decisão. A NORML também sugeriu que os apoiadores da causa enviassem e-mails ou cartas à Kellogg explicando o boicote e as razões por trás dele, além de fornecer um modelo para e-mails e cartas. Embora os lucros da Kellogg não tenham sido prejudicados no primeiro trimestre de 2009, as pesquisas de classificação de consumidores da Vanno foram citadas como indicativas de que a reputação da Kellogg foi prejudicada. Especificamente, uma pequena pesquisa sobre a reputação da marca Kellogg na Vanno mostrou uma queda de sua classificação anterior de 9 para 83 depois que a Kellogg decidiu não renovar seu contrato com a Phelps.

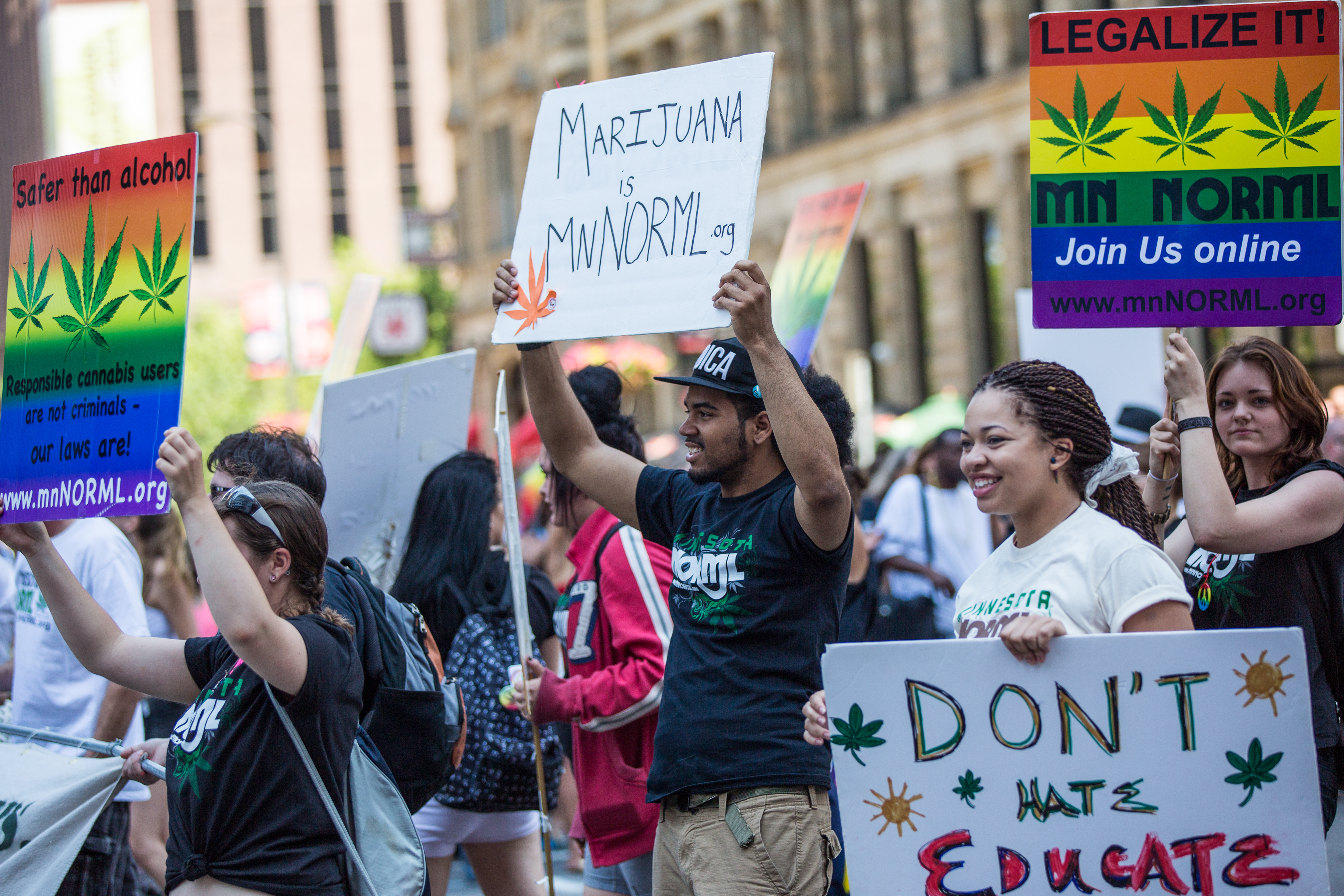
Placas promovendo a NORML na Twin Cities Pride Parade em Minneapolis, Minnesota, em 2013

Em 15 de fevereiro de 2010, uma animação em flash de 15 segundos da NORML discutindo os possíveis benefícios econômicos e financeiros da maconha legalizada foi considerada pela CBS como "política demais" para ser exibida em outdoors na Times Square, em Nova York. Isso gerou críticas na blogosfera e acusações de hipocrisia no Twitter, uma vez que a CBS havia veiculado recentemente um anúncio de televisão contra o aborto durante o Super Bowl de 2010. A CBS reverteu sua decisão e o anúncio foi exibido na CBS Times Square Superscreen em 20 de abril de 2010.

## Sub-organizações

### Fundação NORML
A Fundação NORML é uma organização 501(c)(3) que realiza atividades educacionais e de pesquisa. Exemplos do trabalho de defesa da Fundação NORML são um relatório detalhado de 2006, Emerging Clinical Applications For Cannabis e um relatório abrangente com dados de prisões por maconha em cada condado, Crimes of Indiscretion: Marijuana Arrest in America, foi publicado em 2005.
Em outubro de 1998, a Fundação NORML publicou o NORML Report on U.S. Domestic Marijuana Production, que foi amplamente citado na grande mídia. O relatório estimou metodicamente o valor e o número de plantas de cannabis cultivadas em 1997, descobrindo que a Drug Enforcement Administration e as agências policiais estaduais e locais apreenderam 32% das plantas domésticas de cannabis plantadas naquele ano. De acordo com o relatório, "a maconha continua a ser a quarta maior cultura comercial dos Estados Unidos, apesar de as autoridades policiais gastarem cerca de US$ 10 bilhões por ano para tentar proibir a planta." Estudos recentes mostram que a maconha é maior do que todas as outras culturas comerciais combinadas.
Em 2002, a organização usou anúncios com citações do prefeito da cidade de Nova York, Michael Bloomberg, sobre seu uso anterior de maconha, dizendo: "Pode apostar que sim. E gostei muito". O prefeito disse: "Não estou entusiasmado com o fato de estarem usando meu nome. Suponho que a Primeira Emenda esteja me impedindo de fazer isso", mas afirmou que a polícia de Nova York continuará a aplicar vigorosamente as leis.

### Capítulos estaduais e locais
- Indiana NORML
- Minnesota NORML
- Ohio NORML
- Oregon NORML
  - Portland NORML
- NORML do Texas
- NORML de Wisconsin

### Capítulos internacionais
Seções internacionais da NORML:
- NORML Canadá
- NORML França
- NORML Irlanda
- NORML Nova Zelândia
  - NORML Otago
- NORML África do Sul
- NORML Reino Unido